# 摩耶重炮
摩耶重炮（日语：マヤノトップガン），是日本纯种竞赛马匹。生涯稱霸中長途賽事，曾勝出菊花賞、有馬紀念、寶塚紀念及春季天皇賞四項一級賽，由於其於以上賽事採用領放、先行、居中及後追四項不同跑法取得冠軍，因而被冠以「變幻自在的擊墜王」（変幻自在の撃墜王）之名號。

## 出賽前
1992年3月24日出生於北海道新冠町川上悅夫牧場，成長途中被馬主田所祐購入。
其後交由栗東訓練中心練馬師坂口正大訓練。

## 竞赛生涯

### 4歲（現3歲）
1995年1月8日出戰京都競馬場4歲新馬戰，由武豐策騎下獲得第一人氣，但最终仅得第5名，
其後分別於2月及3月出戰兩場4歲未勝利戰均獲得第三，終於於3月25日的4歲未勝利戰取得首勝利。
獲得首勝後繼續於條件賽累積獎金，於4月及5月的三場泥地賽事取得兩季一冠的不俗戰績。
6月18日出戰條件戰英皇御准香港賽馬會盃，爲其首次出戰草地賽事，於其中成功奪得第三的優秀戰績。
由於其在此前的草地賽事表現不俗，因而陣營決定往後比赛重心將转向草地，並於7月9日安排其出戰條件戰山百合錦標。
贏得山百合錦標後，陣營宣佈以經典三冠尾關菊花賞爲目標，因而安排其出戰前哨戰神戶新聞盃。比賽途中採取先行戰術，保持節奏之下以第二通過最後彎道。然而進入直路後，其被後方以凌厲姿態衝刺的Tanino Create超越，最終以頸位差距落敗得第二。
10月15日出戰另一場前哨戰京都新聞盃，由於上戰採取先行戰術落敗，因而本次比賽騎師田原成貴決定留後。進入直路後，其開始加速並接近前方的Narita King O，可惜於終點線前表現力弱而失去超前的機會，最終再度獲得第二。
11月5日按照計劃出戰菊花賞，由於皋月賞馬真誠避戰賽事，而東京優駿（日本打吡）冠軍Tayasu Tsuyoshi進入秋季後狀態不佳，因而摩耶重炮僅落後優駿牝馬（日本橡樹大賽）冠軍舞伴及贏得前哨戰京都新聞盃的Narita King O獲得第三人氣。比賽開始後，其隨即佔領前方第四左右的有利位置推進，通過第四彎道時候衝出並取得領先。進入直路後，其開始加速衝刺並將其他賽駒拋離於後方，最終進入獨走狀態下以破紀錄的3分4.6秒取得首個分級賽冠軍。
其後出戰有馬紀念，由於本場賽事有當代最強雌馬菱亞馬遜及經典三冠馬成田拜仁的參戰，加上摩耶重炮本身僅獲得一場4歲馬限定一級賽，因而賽前僅獲得第六人人氣。比賽開始後，其以極快的速度壓過大樹狂風取得優勢進行領放，並做出有利自身的慢步速。進入對面直路時候，處於後方的成田拜仁及菱亞馬遜開始逐步加速拉近和摩耶重炮的距離。然而進入直路後，其於內欄位置開始加速衝刺以保持優勢，成功抵擋後方賽駒追擊下以一放到底及半爆冷的姿態取得冠軍。
年末，由於其於年間取得兩場一級賽的優勝，於評選中以173票當選最佳4歲雄馬及以160票當選日本馬王。

### 5歲（現4歲）
1996年以阪神大賞典作爲年度首戰，將和成田拜仁再度決戰。比賽開始後，其於先頭位置展開推進，進入對面直路後突然加速進佔領先的位置，而此時後方的成田拜仁亦隨即加速跟上。進入直路後，率先衝出的兩駒開始展開貼身的纏鬥，並於纏鬥途中一直加速逐步拋離後方馬匹。雖然最後關頭摩耶重炮處於下風而以頭位差距憾負，但其拋離第三名的Loui Boss Gold達9馬位足以彰顯其強大，賽後騎師田原亦對媒體表示这是一场胜利。

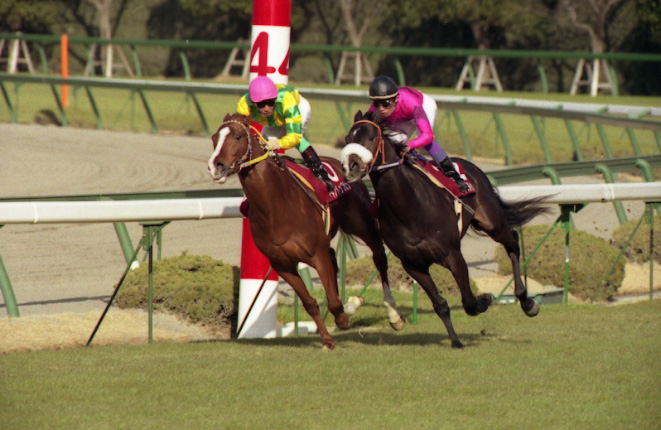
出戰阪神大賞典的摩耶重炮

其後出戰春季天皇賞，雖然以2.8倍獨贏賠率獲得第二人氣，但最終於直路些微失速之下以第五落敗。
7月7日出戰寶塚紀念，由於此前大賽中的上位馬均避戰此賽事，其壓倒性的支持獲得第一人氣。比賽開始後，其於先頭位置逐步推進，進入直路後隨即展開加速，於騎師田原未加一鞭的情況下以1 1/2馬位優勢取得第三個一級賽冠軍。順帶一提，本屆賽事亦以支援去年阪神大地震的災民爲目標開展，以兵庫縣神戶市地標摩耶山命名的摩耶重炮於阪神競馬場的胜利，不但貼切本屆賽事的主題和目標，亦成功此次地震中的受灾者带來了勇气及希望。
然而進入秋季後，其未能延續春季的良好表現，先於產經賞以第四完賽，其後於秋季天皇賞敗於吹波糖得第二，於12月的有馬紀念更以第七大敗。

### 6歲（現5歲）
1997年再度以阪神大賞典作爲年度首戰，比賽途中騎師田原一转以往的领放跑法，转而採用留後的戰術，因而馬迷们发现重炮一改常态在队伍最末尾时发出了难以置信的惊呼声。然而其表現成功打消疑慮，由進入第三彎道後開始進行加速，通過第四彎道後經已佔先，其後更再直路上繼續衝刺保持優勢奪得冠軍。
4月27日出戰春季天皇賞，比賽初段因慢閘而選擇於後方追走，並於通過第三彎道後逐步向前爬升。進入直路後，率先衝出的櫻花桂冠及美麗週日於前方展開纏鬥，但此時摩耶重炮亦開始加速，轟出極其恐怖的後600米34.2秒末腳之下瞬間將兩駒超越，最終以1 1/4馬位優勢再度取得冠軍，亦以3分14.4秒的完賽時間將米浴於1993年創立的紀錄大幅推前2.7秒。
贏得春季天皇賞避戰寶塚紀念進入放草，以秋季天皇賞及日本盃作爲目標，然而於9月25日訓練途中被發現左腳患有肌腱炎，陣營因而宣佈安排其退役並於11月30日在阪神競馬場舉行退役儀式。

### 详细賽績
| 日期       | 舉辦國家 | 馬場 | 距離   | 級別 | 賽事名稱             | 負重 | 騎師     | 馬號 | 出馬 | 名次 | 時間   | 頭馬（二馬）       |
| ---------- | -------- | ---- | ------ | ---- | -------------------- | ---- | -------- | ---- | ---- | ---- | ------ | ------------------ |
| 8/1/1995   | 日本     | 京都 | 泥1200 |      | 4歲新馬              | 55   | 武豐     | 13   | 16   | 5    | 1:14.9 | Wonder Perfume     |
| 19/2/1995  | 日本     | 京都 | 泥1200 |      | 4歲未勝利            | 55   | 田原成貴 | 2    | 14   | 3    | 1:14.2 | Star Swallow       |
| 11/3/1995  | 日本     | 京都 | 泥1200 |      | 4歲未勝利            | 55   | 武豐     | 1    | 8    | 3    | 1:14.2 | Polish Admiral     |
| 25/3/1995  | 日本     | 京都 | 泥1200 |      | 4歲未勝利            | 55   | 武豐     | 2    | 14   | 1    | 1:13.0 | （Land Zenobia）   |
| 15/4/1995  | 日本     | 京都 | 泥1200 |      | 4歲500萬獎金以下     | 55   | 武豐     | 6    | 14   | 3    | 1:12.6 | Fusaichi Victory   |
| 7/5/1995   | 日本     | 京都 | 泥1200 |      | 4歲500萬獎金以下     | 55   | 田原成貴 | 4    | 11   | 3    | 1:12.1 | Wakasa Ines        |
| 28/5/1995  | 日本     | 中京 | 泥1700 |      | 4歲500萬獎金以下     | 55   | 田原成貴 | 8    | 11   | 1    | 1:46.8 | （Kitasan Silver） |
| 18/6/1995  | 日本     | 中京 | 草2000 |      | 英皇御准香港賽馬會盃 | 55   | 田原成貴 | 13   | 13   | 3    | 2:01.3 | Fair Dance         |
| 9/7/1995   | 日本     | 中京 | 草1800 |      | 山百合錦標           | 54   | 田原成貴 | 2    | 13   | 1    | 1:49.8 | （Thrilling Hour） |
| 17/9/1995  | 日本     | 京都 | 草2000 | GII  | 神戶新聞盃           | 56   | 田原成貴 | 14   | 14   | 2    | 1:59.8 | Tanino Create      |
| 15/10/1995 | 日本     | 京都 | 草2200 | GII  | 京都新聞盃           | 56   | 田原成貴 | 11   | 15   | 2    | 2:11.5 | Narita King O      |
| 5/11/1995  | 日本     | 京都 | 草3000 | GI   | 菊花賞               | 57   | 田原成貴 | 10   | 18   | 1    | 3:04.4 | （Tokai Palace）   |
| 24/11/1995 | 日本     | 中山 | 草2500 | GI   | 有馬紀念             | 55   | 田原成貴 | 10   | 12   | 1    | 2:33.6 | （大樹狂風）       |
| 9/3/1996   | 日本     | 阪神 | 草3000 | GII  | 阪神大賞典           | 58   | 田原成貴 | 10   | 10   | 2    | 3:04.9 | 成田拜仁           |
| 21/4/1996  | 日本     | 京都 | 草3200 | GI   | 春季天皇賞           | 58   | 田原成貴 | 7    | 16   | 5    | 3:18.8 | 櫻花桂冠           |
| 7/7/1996   | 日本     | 阪神 | 草2200 | GI   | 寶塚紀念             | 58   | 田原成貴 | 9    | 13   | 1    | 2:12.0 | （Sunday Branch）  |
| 15/9/1996  | 日本     | 中山 | 草2200 | GII  | 產經賞               | 59   | 田原成貴 | 6    | 9    | 4    | 2:17.6 | 櫻花桂冠           |
| 27/10/1996 | 日本     | 東京 | 草2000 | GI   | 秋季天皇賞           | 58   | 田原成貴 | 8    | 17   | 2    | 1:59.1 | 吹波糖             |
| 22/12/1996 | 日本     | 中山 | 草2500 | GI   | 有馬紀念             | 57   | 田原成貴 | 3    | 14   | 7    | 2:35.3 | 櫻花桂冠           |
| 16/3/1997  | 日本     | 阪神 | 草3000 | GII  | 阪神大賞典           | 59   | 田原成貴 | 9    | 8    | 1    | 3:07.2 | （Big Symbol）     |
| 27/4/1997  | 日本     | 京都 | 草3200 | GI   | 春季天皇賞           | 58   | 田原成貴 | 4    | 16   | 1    | 3:14.4 | （櫻花桂冠）       |

### 其他
- 重炮的一大特征就是跑法的灵活性，在其赢得的4场GI比赛中，分别使用了领放、先行、居中、後上的跑法。實際上，馬匹的擅長跑法與其個性與精神面息息相關，摩耶重砲這樣在四種主流跑法中自由變換並獲得成績是相當罕見的，其「变幻自在的跑法」或「變幻自在的擊墜王」的称号便是由此而来[2]。骑手田原成貴也评价说因为重炮的这一特性，他没有在比赛前决定使用什么样的战术，而是根据比赛的状况而定[6]。
- 在重炮退役后的第二年，有一匹以“マノノトップガン（Manono Top Gun）”作为名字登记的赛马。此外，还有一匹叫做“ヤマノトップガン（Yamano Top Gun）”的赛马。
- 在日本中央竞马会在2000年举办的“Dream Horses 2000”投票中，重炮在“20世纪的100匹名马”中位列第15。

## 退役後
退役後，摩耶重炮成爲了配種馬，於北海道新冠町優駿Stallion Station休養，在1998年進行配種。首批子嗣於1999年出生。首批子嗣可於2001年出賽。2003年1月19日，Bamboo Juventus在日經新春盃取勝，成爲首批勝出分級賽的子嗣。
2015年3月11日有配種馬退役，繼續於優駿Stallion Station以功勞馬身份進行養老生活。
2019年11月3日，其因衰老以27歲高齡死亡。

### 主要子嗣

#### 分級賽優勝子嗣
1999年生
- Precise Machine（兩次中日新聞盃、天鵝錦標、阪急盃）
- Bamboo Juventus（日經新春盃）

2000年生
- Chakra（長途馬錦標、目黑紀念）

2002年生
- Top Gun Joe（葉森盃、新潟紀念）
- Meisho Tokon（平安錦標、東海錦標、榆樹錦標、名古屋大賞典、育馬者金盃）
- Hokko Pas de Chat（新潟紀念）

2003年生
- 重砲大王（目黑紀念、函館紀念）

2007年生
- Masano Blues（京都跳欄錦標）
- Denko Octopus（東京跳欄錦標、東京跳欄賽、京都跳欄錦標）

2008年生
- 火槍奇兵（目黑紀念）

2010年生
- Meisho Iron（北海道短途盃）

## 血统簡介
父系百仁時間爲美國賽駒，曾勝出當地二級賽，退役後在日本配種，和週日寧靜及東來兵被一同稱爲改變日本賽馬的三匹種馬。祖父雷弼圖爲美國生產的愛爾蘭賽駒，生涯戰績彪炳，曾勝出葉森打吡，退役後配種成績亦極爲優秀，現已成爲Halo系外另一支出自Hail Reason系的獨立種馬系統。
母系Alp Me Please爲美國馬匹，生涯無出賽紀錄。外祖父害羞新郎爲法國賽駒，生涯戰績優秀，曾勝出法國二千堅尼等五項一級賽。

### 血統表
| 父線：雷弼圖系（Hail to Reason系）                     |                             |                |               |
| 種馬 百仁時間 1985年（深棗色）                         | 雷弼圖 1969年（棗色）       | Hail to Reason | Turn-to       |
| 種馬 百仁時間 1985年（深棗色）                         | 雷弼圖 1969年（棗色）       | Hail to Reason | Nothirdchance |
| 種馬 百仁時間 1985年（深棗色）                         | 雷弼圖 1969年（棗色）       | Breamalea      | Nasuha        |
| 種馬 百仁時間 1985年（深棗色）                         | 雷弼圖 1969年（棗色）       | Breamalea      | Rarelea       |
| 種馬 百仁時間 1985年（深棗色）                         | Kelley's Day 1977年（棗色） | Graustark      | 里博          |
| 種馬 百仁時間 1985年（深棗色）                         | Kelley's Day 1977年（棗色） | Graustark      | Flower Bowl   |
| 種馬 百仁時間 1985年（深棗色）                         | Kelley's Day 1977年（棗色） | Golden Trail   | Hasty Road    |
| 種馬 百仁時間 1985年（深棗色）                         | Kelley's Day 1977年（棗色） | Golden Trail   | Sunny Vale    |
| 繁殖雌馬 Alp Me Please 1981年（栗色）                  | 害羞新郎 1974年（栗色）     | Red God        | Nasrullah     |
| 繁殖雌馬 Alp Me Please 1981年（栗色）                  | 害羞新郎 1974年（栗色）     | Red God        | Spring Run    |
| 繁殖雌馬 Alp Me Please 1981年（栗色）                  | 害羞新郎 1974年（栗色）     | Runaway Bride  | Wild Risk     |
| 繁殖雌馬 Alp Me Please 1981年（栗色）                  | 害羞新郎 1974年（栗色）     | Runaway Bride  | Aimee         |
| 繁殖雌馬 Alp Me Please 1981年（栗色）                  | Swiss 1974年（栗色）        | Vaguely Noble  | Vienna        |
| 繁殖雌馬 Alp Me Please 1981年（栗色）                  | Swiss 1974年（栗色）        | Vaguely Noble  | Noble Lassie  |
| 繁殖雌馬 Alp Me Please 1981年（栗色）                  | Swiss 1974年（栗色）        | Gala Host      | My Host       |
| 繁殖雌馬 Alp Me Please 1981年（栗色）                  | Swiss 1974年（栗色）        | Gala Host      | Huspah        |
| 雌系：號族：14-a                                       |                             |                |               |
| 五代內近親交配：Nasrullah 5×4、Alibhai 5×5、Nearco 5×5 |                             |                |               |

## 命名由來
名字中，Mayano（マヤノ）是馬主田所祐冠名，出自其出身地兵库县神户市的摩耶山，Top Gun（トップガン）來自由湯告魯斯主演的电影《壯志凌雲》，亦是電影中出現的美國海軍戰鬥機武器學校的暱稱，香港則取字面意思，並結合冠名，翻譯为「摩耶重炮」，早期翻譯，亦會出現忽略冠名部分的「重砲」。